# 欧维拉尔
欧维拉尔（法語：Auvillar，法語發音：[ovilaʁ]）是法国奥克西塔尼大区塔恩-加龙省的一个市镇，属于卡斯泰尔萨拉桑区。欧维拉尔于1994年选入法国最美丽的村庄。

## 地理
欧维拉尔（44°4'9"N, 0°53'59"E）面积15.6 平方千米，位于法国奧克西塔尼大區塔恩-加龙省，该省份为法国西南部内陆省份，北起顺时针与洛特省、阿韦龙省、塔恩省、上加龙省、热尔省和洛特-加龙省接壤。
与欧维拉尔接壤的市镇（或旧市镇、城区）包括：圣安托万、巴尔迪格、埃斯帕莱、圣西里斯、圣卢、圣米歇尔。

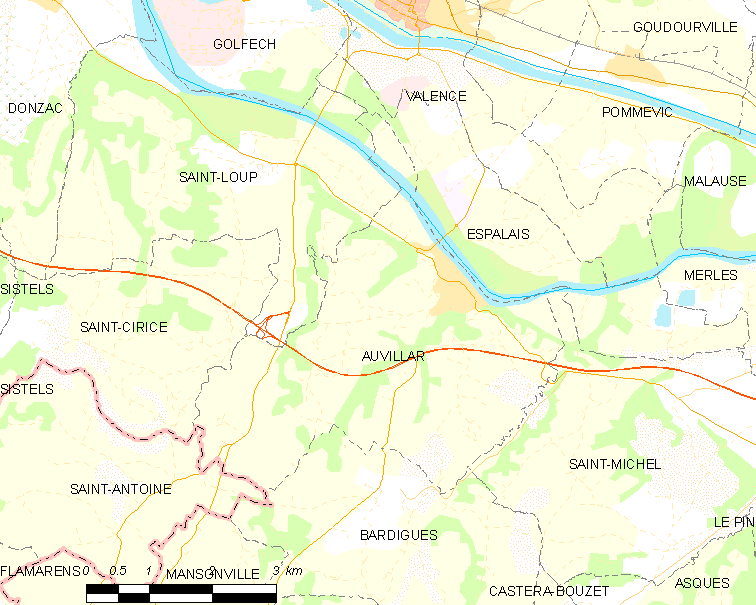
欧维拉尔的OSM定位图

欧维拉尔的时区为UTC+01:00、UTC+02:00（夏令时）。

## 行政
欧维拉尔的邮政编码为82340，INSEE市镇编码为82008。

## 政治
欧维拉尔所属的省级选区为加龙-洛马涅-布吕尤瓦县。

## 人口

1962-2008年间欧维拉尔人口变化图示

欧维拉尔于2022年1月1日时的人口数量为909人。